# Arturo Cerretani
Arturo Cerretani (* 31. Oktober 1907 in Buenos Aires; † 27. Juli 1986 ebenda) war ein argentinischer Autor von Drehbüchern, Journalist und Schriftsteller. 

## Leben
Cerretani arbeitete jahrelang als Theater- und Literaturkritiker der Tageszeitungen „La Razón“ und „El Diario“. Daneben entstand mit den Jahren ein von Lesern wie auch offizieller Literaturkritik hochgelobtes eigenständiges literarisches Œuvre von Erzählungen, Romanen und Theaterstücken. In Zusammenarbeit mit verschiedenen Regisseuren entstanden auch über 15 Drehbücher. 
Mit 78 Jahren starb Cerretani am 27. Juli 1986 in Buenos Aires und fand dort auch seine letzte Ruhestätte. 

## Werke (Auswahl)
Drehbücher
- Antonio Ber Ciani (Regisseur): Martín pescador. 1951.
- Rubén W. Cavalotti (Regisseur): El bruto. 1962.
- Eduardo Ocana (Regisseur): Teleteatro para l ahora del té. 1956 (TV-Serie).
- Benito Perojo (Regisseur): Chiruca. 1946.
- Leopoldo Torre Nilsson (Regisseur): Graciela. 1956.
- Leopoldo Torres Ríos: (Regisseur): Corazón. 1954.

Erzählungen
- Celuloide. 1930.
- El hombre despierto. 1937.
- Matar a Titilo. 1974.
- Pequeña suite. 1983.
- Triángulo Isósceles. 1932.

Romane
- La brasa en la boca. Novela. 1958.
- Confesión apócrifa. Novela. 1955.
- Muerte del hijo. Novela. 1933.
- Un parque a la vuelta. Novela. 1967.
- El pretexto. Novela. 1959.
- El puerta del bosque. Novela. 1960.
- Retrato del inocente. Novela. 1960.
- La violencia. Novela. 1956.

Theaterstücke
- La dama de las comedias. 1952.
- El hombre que perdió su nombre. 1934.
- La mujer de un hombre. 1936.
- Tres dramas y un cuarto. 1964.